# Lijst van motorfietsen van Associated Motor Cycles
Associated Motor Cycles was een samenwerkingsverband tussen een aantal Britse merken van motorfietsen. Het werd in 1939 opgericht onder de naam "Amalgamated Motor Cycles" toen het bijna failliete merk AJS werd overgenomen door Matchless. Na de overname van Sunbeam in 1937 veranderde de naam in "Associated Motor Cycles". Sunbeam werd in 1943 doorverkocht aan de BSA-groep, maar in 1947 werd Francis-Barnett aan AMC toegevoegd, in 1951 gevolgd door James en in 1953 door Norton en in 1959 zelfs door de Indian Sales Co. Begin jaren zestig begon de Britse motorfietsindustrie in te storten en Associated Motor Cycles hield in 1966 op te bestaan toen de verschillende merken werden overgenomen door Dennis Poore, die Norton-Villiers oprichtte. 
| Merk en type             | Periode   | Motor          | Categorie |
| ------------------------ | --------- | -------------- | --------- |
| James Autocycle Superlux | 1951-1953 | 99cc-Tweetakt  | Autocycle |
| James Commodore J4       | 1951-1953 | 99cc-Tweetakt  | Toer      |
| James Cadet J6 Deluxe    | 1952-1953 | 122cc-Tweetakt | Toer      |
| James Comet J10 Standard | 1953      | 99cc-Tweetakt  | Toer      |
| James Comet J3 Deluxe    | 1953      | 99cc-Tweetakt  | Toer      |
| James Cadet J5           | 1953-1954 | 148cc-Tweetakt | Toer      |
| James Comet J11          | 1954-1955 | 99cc-Tweetakt  | Toer      |
| James Cadet J15          | 1955      | 148cc-Tweetakt | Toer      |
| James Cadet L15          | 1956-1959 | 148cc-Tweetakt | Toer      |
| James Comet L1           | 1956-1964 | 99cc-Tweetakt  | Toer      |
| James Cadet L15A         | 1959-1962 | 148cc-Tweetakt | Toer      |
| James SC1                | 1960-1964 | 147cc-Tweetakt | Scooter   |
| James SC4                | 1961-1964 | 147cc-Tweetakt | Scooter   |
| James Cadet M15          | 1963-1965 | 148cc-Tweetakt | Toer      |
| James Cadet M16          | 1965-1966 | 148cc-Tweetakt | Toer      |

| Merk en type                   | Periode   | Motor          | Categorie |
| ------------------------------ | --------- | -------------- | --------- |
| AJS Model S12                  | 1931      | 249cc-SV       | Toer      |
| AJS Model SA12                 | 1931      | 249cc-OHV      | Toer      |
| AJS Model 33/12                | 1933      | 249cc-OHV      | Sport     |
| Matchless Model 34/F7          | 1934      | 245cc-OHV      | Toer      |
| Matchless Sports 250           | 1934      | 245cc-OHV      | Sport     |
| Matchless Sports 250 De Luxe   | 1934      | 245cc-OHV      | Sport     |
| AJS Model 34/12                | 1934      | 249cc-OHV      | Sport     |
| AJS Model 35/12                | 1935      | 245cc-OHV      | Toer      |
| AJS Model 35/22                | 1935      | 245cc-OHV      | Sport     |
| Matchless Model 35/F4          | 1935      | 245cc-OHV      | Sport     |
| Matchless Model 35/F4 De Luxe  | 1935      | 245cc-OHV      | Sport     |
| Matchless Model 35/F7          | 1935      | 245cc-SV       | Toer      |
| AJS Model 36/12                | 1936      | 245cc-OHV      | Toer      |
| AJS Model 36/22                | 1936      | 245cc-OHV      | Sport     |
| Matchless Model 36/F7          | 1936      | 245cc-OHV      | Toer      |
| Matchless Model 36/G2          | 1936      | 245cc-OHV      | Sport     |
| Matchless Model 36/G2 De Luxe  | 1936      | 245cc-OHV      | Sport     |
| Matchless Model 36/G2M         | 1936      | 245cc-OHV      | Sport     |
| Matchless Model 36/G2M De Luxe | 1936      | 245cc-OHV      | Clubman   |
| AJS Model 37/12                | 1937      | 245cc-OHV      | Toer      |
| AJS Model 37/22                | 1937      | 245cc-OHV      | Sport     |
| Matchless Model 37/G2          | 1937      | 245cc-OHV      | Sport     |
| Matchless Model 37/G2 De Luxe  | 1937      | 245cc-OHV      | Sport     |
| Matchless Model 37/G2M         | 1937      | 245cc-OHV      | Sport     |
| Matchless Model 37/G2M De Luxe | 1937      | 245cc-OHV      | Sport     |
| AJS Model 38/22                | 1938      | 245cc-OHV      | Toer      |
| AJS Model 38/22 Silver Streak  | 1938      | 245cc-OHV      | Sport     |
| AJS Model 38/22T               | 1938      | 245cc-OHV      | Sport     |
| Matchless Model 38/G2          | 1938      | 245cc-OHV      | Sport     |
| Matchless Model 38/G2 De Luxe  | 1938      | 245cc-OHV      | Sport     |
| Matchless Model 38/G2M         | 1938      | 245cc-OHV      | Sport     |
| Matchless Model 38/G2M De Luxe | 1938      | 245cc-OHV      | Sport     |
| Matchless Model 38/G2MC        | 1938      | 245cc-OHV      | Sport     |
| Matchless Model 38/G7          | 1938      | 245cc-OHV      | Toer      |
| AJS Model 39/12                | 1939      | 245cc-OHV      | Toer      |
| AJS Model 39/22                | 1939      | 245cc-OHV      | Sport     |
| AJS Model 39/22T               | 1939      | 245cc-OHV      | Sport     |
| Matchless Model 39/G2          | 1939      | 245cc-OHV      | Sport     |
| Matchless Model 39/G2 De Luxe  | 1939      | 245cc-OHV      | Sport     |
| Matchless Model 39/G2M         | 1939      | 245cc-OHV      | Sport     |
| Matchless Model 39/G2M De Luxe | 1939      | 245cc-OHV      | Sport     |
| Matchless Model 39/G2MC        | 1939      | 245cc-OHV      | Sport     |
| Matchless Model 39/G7          | 1939      | 245cc-OHV      | Toer      |
| Matchless Model 39/G2          | 1939      | 245cc-OHV      | Sport     |
| James Colonel Mk I             | 1952      | 197cc-Tweetakt | Trial     |
| James Commando J9 Trials       | 1953-1956 | 197cc-Tweetakt | Trial     |
| James Colonel K12              | 1954-1957 | 224cc-Tweetakt | Toer      |
| James Cotswold K7C             | 1954-1958 | 197cc-Tweetakt | Scrambler |
| James Captain K7               | 1954-1959 | 197cc-Tweetakt | Toer      |
| James Cotswold K7C             | 1956-1958 | 197cc-Tweetakt | Scrambler |
| James Commodore L25            | 1957-1962 | 250cc-Tweetakt | Toer      |
| AJS Model 14                   | 1958-1963 | 249cc-OHV      | Toer      |
| Matchless G2                   | 1958-1966 | 249cc-OHV      | Toer      |
| Matchless G2 CS                | 1958-1966 | 249cc-OHV      | Cross     |
| Matchless G2 S                 | 1958-1966 | 249cc-OHV      | Sport     |
| James Commando L25T            | 1959-1962 | 250cc-Tweetakt | Trial     |
| James Cotswold L25S            | 1959-1962 | 250cc-Tweetakt | Cross     |
| AJS Model 14 CS                | 1959-1963 | 249cc-OHV      | Cross     |
| James Captain L20              | 1960-1966 | 200cc-Tweetakt | Toer      |
| James Sports Captain L20S      | 1961-1966 | 200cc-Tweetakt | Toer      |
| AJS Model 14 Sapphire          | 1962-1963 | 249cc-OHV      | Toer      |
| James Superswift               | 1962-1963 | 249cc-Tweetakt | Toer      |
| AJS Model 14 CSR               | 1962-1966 | 249cc-OHV      | Sport     |
| AJS Model 14 Sapphire Ninety   | 1962-1966 | 249cc-OHV      | Sport     |
| Matchless G2 CSR               | 1962-1966 | 249cc-OHV      | Sport     |
| James Scrambler M25R           | 1963-1964 | 250cc-Tweetakt | Scrambler |
| James Sports Superswift        | 1962-1966 | 249cc-Tweetakt | Toer      |
| James Trials M25T              | 1963-1966 | 250cc-Tweetakt | Trial     |
| James Scrambler M25RS          | 1964-1966 | 250cc-Tweetakt | Scrambler |

| Merk en type            | Periode   | Motor     | Categorie |
| ----------------------- | --------- | --------- | --------- |
| Norton Jubilee De Luxe  | 1958-1966 | 249cc-OHV | Toer      |
| Norton Jubilee Standard | 1958-1966 | 249cc-OHV | Toer      |

| Merk en type                  | Periode   | Motor     | Categorie      |
| ----------------------------- | --------- | --------- | -------------- |
| AJS Model S5                  | 1931      | 348cc-SV  | Sport          |
| AJS Model S6                  | 1931      | 348cc-OHV | Clubman        |
| AJS Model S7                  | 1931      | 348cc-OHV | Wegracer       |
| AJS Model SA4                 | 1931      | 348cc-SV  | Sport          |
| AJS Model SA5                 | 1931      | 348cc-SV  | Sport          |
| AJS Model SB6                 | 1931      | 348cc-OHV | Clubman        |
| AJS Model T5                  | 1932      | 348cc-OHV | Sport          |
| AJS Model T6                  | 1932      | 348cc-OHV | Clubman        |
| AJS Model T7                  | 1932      | 348cc-OHV | Sport          |
| AJS Model TB6                 | 1932      | 348cc-OHV | Clubman        |
| AJS Model 33/5                | 1933      | 348cc-SV  | Sport          |
| AJS Model 33/6                | 1933      | 348cc-OHV | Clubman        |
| AJS Model 33/7 Trophy         | 1933      | 348cc-OHV | Sport          |
| AJS Model 33/B6               | 1933      | 348cc-OHV | Clubman        |
| AJS Model 34/5                | 1934      | 348cc-SV  | Sport          |
| AJS Model 34/6                | 1934      | 348cc-OHV | Clubman        |
| AJS Model 34/7 Standard       | 1934      | 348cc-OHV | Clubman        |
| AJS Model 34/7 Trophy         | 1934      | 348cc-OHV | Sport          |
| AJS Model 34/B6               | 1934      | 348cc-OHV | Clubman        |
| AJS Model 35/16               | 1935      | 348cc-OHV | Sport          |
| AJS Model 35/26               | 1935      | 348cc-OHV | Toer           |
| AJS Model 35/5                | 1935      | 348cc-SV  | Sport          |
| AJS Model 35/6                | 1935      | 348cc-OHV | Clubman        |
| AJS Model 35/7 Standard       | 1935      | 348cc-OHV | Clubman        |
| AJS Model 35/7 Trophy         | 1935      | 348cc-OHV | Sport          |
| Matchless Model 35/D3         | 1935      | 348cc-OHV | Sport          |
| Matchless Model 35/D3 De Luxe | 1935      | 348cc-OHV | Sport          |
| AJS Model 36/16               | 1936      | 348cc-OHV | Sport          |
| AJS Model 36/26               | 1936      | 348cc-OHV | Toer           |
| AJS Model 36/5                | 1936      | 348cc-SV  | Sport          |
| AJS Model 36/7 Standard       | 1936      | 348cc-OHV | Clubman        |
| AJS Model 36/7 Trophy         | 1936      | 348cc-OHV | Sport          |
| Matchless Model 36/G3         | 1936      | 348cc-OHV | Sport          |
| Matchless Model 36/G3C        | 1936      | 348cc-OHV | Terrein        |
| AJS Model 37/16               | 1937      | 348cc-OHV | Sport          |
| AJS Model 37/26               | 1937      | 348cc-OHV | Toer           |
| Matchless Model 37/G3         | 1937      | 348cc-OHV | Toer/sport     |
| Matchless Model 37/G3C        | 1937      | 348cc-OHV | Terrein        |
| AJS Model 38/16               | 1938      | 348cc-OHV | Sport          |
| AJS Model 38/26               | 1938      | 348cc-OHV | Toer           |
| AJS Model 38/26 Silver Streak | 1938      | 348cc-OHV | Sport          |
| AJS Model 38/7R               | 1938      | 348cc-OHV | Wegracer       |
| Matchless Model 38/G3         | 1938      | 348cc-OHV | Toer/sport     |
| Matchless Model 38/G3C        | 1938      | 348cc-OHV | Terrein        |
| AJS Model 39/16               | 1939      | 348cc-OHV | Sport          |
| AJS Model 39/26               | 1939      | 348cc-OHV | Toer           |
| AJS Model 39/7R               | 1939      | 348cc-OHV | Wegracer       |
| Matchless WG3/L               | 1939      | 348cc-OHV | Militair       |
| Matchless G3                  | 1939-1941 | 348cc-OHV | Toer           |
| Matchless G3/L                | 1939-1955 | 348cc-OHV | Militair/toer  |
| AJS Model 16M                 | 1946-1949 | 348cc-OHV | Toer           |
| Norton 40M Manx               | 1946-1953 | 348cc-OHC | Fabrieksracer  |
| Norton 40M Manx               | 1947-1953 | 348cc-OHC | Productieracer |
| Norton International Model 40 | 1947-1958 | 348cc-OHC | Sport          |
| AJS Model 16MC                | 1947-1959 | 348cc-OHV | Trial          |
| AJS 7R                        | 1948-1963 | 348cc-OHV | Productieracer |
| Norton 350 T                  | 1949-1954 | 347cc-OHV | Trial          |
| AJS Model 16MS                | 1949-1966 | 348cc-OHV | Toer           |
| Matchless G3/LS               | 1949-1966 | 348cc-OHV | Toer           |
| Matchless G3/LC               | 1950-1955 | 348cc-OHV |                |
| AJS Model 16MCS               | 1951-1958 | 348cc-OHV | Cross          |
| AJS 7R3                       | 1952-1954 | 349cc-OHV | Fabrieksracer  |
| Norton Silver Fish            | 1953-1955 | 349cc-OHC | Recordmachine  |
| Norton 40M Manx               | 1954-1955 | 349cc-OHC | Fabrieksracer  |
| Norton Manx 350 F             | 1954-1955 | 349cc-OHC | Prototype      |
| Norton 40M Manx               | 1954-1957 | 349cc-OHC | Productieracer |
| Matchless G3/LCS              | 1954-1959 | 348cc-OHV | Cross          |
| Matchless G3/LCT              | 1956-1958 | 348cc-OHV | Trial          |
| Norton Model 50               | 1956-1963 | 348cc-OHV | Toer           |
| AJS Model 16C                 | 1957-1964 | 348cc-OHV | Trial          |
| Norton 40M Manx               | 1958-1962 | 348cc-OHC | Productieracer |
| Norton Manx Low Boy 350       | 1960-1961 | 348cc-OHC | Prototype      |
| AJS Model 8                   | 1960-1963 | 348cc-OHV | Toer           |
| Matchless G5                  | 1960-1963 | 348cc-OHV | Toer           |
| AJS Model 16 Sceptre          | 1962-1965 | 348cc-OHV | Toer           |
| Norton Model 50 Mk 2          | 1965-1966 | 348cc-OHV | Toer           |

| Merk en type              | Periode   | Motor     | Categorie |
| ------------------------- | --------- | --------- | --------- |
| Norton Navigator De Luxe  | 1960-1962 | 349cc-OHV | Toer      |
| Norton Navigator Standard | 1960-1965 | 349cc-OHV | Toer      |

| Merk en type                   | Periode   | Motor     | Categorie           |
| ------------------------------ | --------- | --------- | ------------------- |
| AJS Model S4                   | 1931      | 400cc-SV  | Toer                |
| AJS Model S10                  | 1931      | 495cc-OHV | Sport               |
| AJS Model S8                   | 1931      | 499cc-OHV | Toer/zijspantrekker |
| AJS Model S9 Heavy             | 1931      | 499cc-SV  | Zijspantrekker      |
| AJS Model S9 Light             | 1931      | 499cc-SV  | Toer                |
| AJS Model SB8                  | 1931      | 499cc-OHV | Sport               |
| AJS Model T8                   | 1932      | 499cc-OHV | Sport               |
| AJS Model T9                   | 1932      | 499cc-SV  | Toer/zijspantrekker |
| AJS Model TB8                  | 1932      | 499cc-OHV | Sport               |
| AJS Model 33/8                 | 1933      | 499cc-OHV | Sport               |
| AJS Model 33/9                 | 1933      | 499cc-SV  | Toer/zijspantrekker |
| AJS Model 33/B8                | 1933      | 499-OHV   | Sport               |
| AJS Model 33/10 Competition    | 1933      | 495cc-OHV | Sport               |
| AJS Model 34/8                 | 1934      | 499cc-OHV | Sport               |
| AJS Model 34/9                 | 1934      | 499cc-SV  | Toer/zijspantrekker |
| AJS Model 34/B8                | 1934      | 499cc-OHV | Sport               |
| AJS Model 34/10 Competition    | 1934      | 495cc-OHV | Sport               |
| AJS Model 34/10 Racing         | 1934      | 495cc-OHV | Clubman             |
| AJS Model 35/4                 | 1935      | 497cc-SV  | Toer                |
| AJS Model 35/8                 | 1935      | 499cc-OHV | Sport               |
| AJS Model 35/9                 | 1935      | 499cc-SV  | Toer/zijspan        |
| AJS Model 35/10 Competition    | 1935      | 495cc-OHV | Sport               |
| AJS Model 35/10 Racing         | 1935      | 495cc-OHV | Clubman             |
| AJS Model 35/14                | 1935      | 497cc-SV  | Toer                |
| AJS Model 35/18                | 1935      | 495cc-OHV | Sport               |
| Matchless Model 35/CS          | 1935      | 491cc-OHV | Sport               |
| Matchless Model 35/CS De Luxe  | 1935      | 491cc-OHV | Sport               |
| Matchless Model 35/D5          | 1935      | 497cc-SV  | Toer/zijspantrekker |
| Matchless Model 35/D5 De Luxe  | 1935      | 497cc-SV  | Toer/zijspantrekker |
| Matchless Model 35/D80         | 1935      | 498cc-OHV | Sport               |
| Matchless Model 35/D80 De Luxe | 1935      | 498cc-OHV | Sport               |
| Matchless Model 35/D90         | 1935      | 498cc-OHV | Sport               |
| Matchless Model 35/D90 De Luxe | 1935      | 498cc-OHV | Sport               |
| AJS Model 36/4                 | 1936      | 497cc-SV  | Toer                |
| AJS Model 36/8                 | 1936      | 499cc-OHV | Sport               |
| AJS Model 36/9                 | 1936      | 499cc-SV  | Toer/zijspantrekker |
| AJS Model 36/10 Competition    | 1936      | 495cc-OHV | Sport               |
| AJS Model 36/10 Racing         | 1936      | 495cc-OHV | Clubman             |
| AJS Model 36/14                | 1936      | 497cc-SV  | Toer                |
| AJS Model 36/18                | 1936      | 495cc-OHV | Sport               |
| Matchless Model 36/D5          | 1936      | 497cc-SV  | Toer/zijspantrekker |
| Matchless Model 36/G80         | 1936      | 497cc-OHV | Sport               |
| Matchless Model 36/G80C        | 1936      | 497cc-OHV | Sport               |
| AJS Model 37/8                 | 1937      | 499cc-OHV | Terrein             |
| AJS Model 37/9                 | 1937      | 499cc-SV  | Toer/zijspantrekker |
| AJS Model 37/18                | 1937      | 497cc-OHV | Sport               |
| Matchless Model 37/G5          | 1937      | 497cc-SV  | Toer/zijspantrekker |
| Matchless Model 37/G80         | 1937      | 497cc-OHV | Sport               |
| Matchless Model 37/G80C        | 1937      | 497cc-OHV | Terrein             |
| AJS Model 38/8                 | 1938      | 499cc-OHV | Terrein             |
| AJS Model 38/9                 | 1938      | 499cc-SV  | Toer/zijspantrekker |
| AJS Model 38/18                | 1938      | 497cc-OHV | Sport               |
| AJS Model 38/18 Silver Streak  | 1938      | 497cc-OHV | Sport               |
| AJS Model 38/18T               | 1938      | 497cc-OHV | Trial               |
| Matchless Model 38/G5          | 1938      | 497cc-SV  | Toer/zijspan        |
| Matchless G80                  | 1938-1939 | 497cc-OHV | Sport               |
| Matchless G80C                 | 1938-1939 | 497cc-OHV | Sport               |
| Matchless G90                  | 1938-1939 | 497cc-OHV | Sport               |
| Matchless G90C                 | 1938-1939 | 497cc-OHV | Sport               |
| AJS Model 39/8                 | 1939      | 499cc-OHV | Terrein             |
| AJS Model 39/9                 | 1939      | 499cc-SV  | Toer/zijspantrekker |
| AJS Model 39/18                | 1939      | 497cc-OHV | Sport               |
| Matchless Model 39/G5          | 1939      | 497cc-SV  | Toer/zijspantrekker |
| AJS Model 40/8                 | 1940      | 497cc-OHV | Terrein             |
| AJS Model 18                   | 1945-1949 | 497cc-OHV | Toer                |
| Matchless G80L                 | 1945-1949 | 497cc-OHV | Toer                |
| Norton 30M Manx                | 1946-1955 | 499cc-OHC | Fabrieksracer       |
| Matchless G80LC                | 1947-1955 | 497cc-OHV | Terrein             |
| AJS Model 18C                  | 1947-1958 | 497cc-OHV | Trial               |
| Norton International Model 30  | 1947-1958 | 490cc-OHC | Sport               |
| Norton 500 T                   | 1949-1954 | 490cc-OHV | Trial               |
| AJS Model 18S                  | 1949-1962 | 497cc-OHV | Toer                |
| Matchless G80CS                | 1949-1967 | 497cc-OHV | Terrein             |
| Matchless G80S                 | 1949-1967 | 497cc-OHV | Toer                |
| Norton 30M Manx                | 1950-1953 | 498cc-OHC | Productieracer      |
| AJS Model 18CS                 | 1951-1962 | 497cc-OHV | Trial               |
| Norton 30M Manx                | 1954-1962 | 497cc-OHC | Productieracer      |
| Norton Manx 500 F              | 1955      | 499cc-OHC | Prototype           |
| Norton Manx MX                 | 1956-1961 | 499cc-OHC | Cross               |
| Matchless G80TCS Typhoon       | 1959      | 497cc-OHV | Terrein             |
| Matchless G50                  | 1959-1962 | 496cc-OHV | Productieracer      |
| Norton Manx Low Boy 500        | 1960-1961 | 497cc-OHC | Prototype           |
| AJS Model 18 Statesman         | 1960-1962 | 497cc-OHV | Toer                |
| Matchless G50 CSR              | 1962      | 496cc-OHV | Sport               |
| AJS Model 18CS                 | 1963-1966 | 495cc-OHV | Trial               |
| AJS Model 18S                  | 1963-1966 | 495cc-OHV | Toer                |
| AJS Model 18 Statesman         | 1963-1966 | 495cc-OHV | Toer                |
| Norton ES2 Mk 2                | 1964-1966 | 497cc-OHV | Toer                |
| Matchless G85 CS               | 1964-1969 | 497cc-OHV | Cross               |

| Merk en type                         | Periode   | Motor     | Categorie           |
| ------------------------------------ | --------- | --------- | ------------------- |
| AJS E90                              | 1947-1951 | 496cc-OHV | Fabrieksracer       |
| Norton Dominator Model 7             | 1948-1955 | 497cc-OHV | Toer/zijspantrekker |
| AJS Model 20                         | 1948-1959 | 498cc-OHV | Toer                |
| Matchless G9                         | 1948-1959 | 498cc-OHV | Toer                |
| Norton Dominator Model 77            | 1950-1952 | 497cc-OHV | Productieracer      |
| Norton Dominator Model 77 Sport Twin | 1950-1952 | 497cc-OHV | Productieracer      |
| Norton Dominator Rigid               | 1950-1952 | 497cc-OHV | Productieracer      |
| Norton Dominator Rigid Sport         | 1950-1952 | 497cc-OHV | Productieracer      |
| AJS E95                              | 1952-1954 | 495cc-OHV | Fabrieksracer       |
| Norton Dominator Model 88 De Luxe    | 1952-1955 | 497cc-OHV | Toer                |
| Matchless G45                        | 1952-1957 | 498cc-OHV | Productieracer      |
| Norton Model 88                      | 1956-1959 | 497cc-OHV | Toer                |
| Norton N16 Nomad                     | 1958      | 497cc-OHV | Enduro              |
| Norton Dominator 88                  | 1956-1959 | 497cc-OHV | Toer                |
| Norton P16 Nomad                     | 1959      | 497cc-OHV | Enduro              |
| Norton R16 Nomad                     | 1960      | 497cc-OHV | Enduro              |
| Norton Dominator                     | 1960-1961 | 497cc-OHV | Fabrieksracer       |
| Norton Dominator Model 88 De Luxe    | 1960-1962 | 497cc-OHV | Toer                |
| Norton Dominator Model 88 Standard   | 1960-1963 | 497cc-OHV | Toer                |
| Norton Dominator Model 88 SS         | 1961-1966 | 497cc-OHV | Sport               |
| Norton Electra                       | 1963-1965 | 383cc-OHV | Toer                |
| Norton ES 400                        | 1963-1965 | 383cc-OHV | Toer                |

| Merk en type                       | Periode | Motor    | Categorie           |
| ---------------------------------- | ------- | -------- | ------------------- |
| AJS Model S3                       | 1931    | 498cc-SV | Toer                |
| Matchless Silver Arrow A/2         | 1931    | 393cc-SV | Toer/zijspantrekker |
| Matchless Silver Arrow De Luxe A/2 | 1931    | 393cc-SV | Toer/zijspantrekker |

| Merk en type | Periode   | Motor     | Categorie     |
| ------------ | --------- | --------- | ------------- |
| AJS V4       | 1935      | 495cc-OHV | Prototype     |
| AJS V4       | 1936-1946 | 495cc-OHV | Fabrieksracer |

| Merk en type                 | Periode   | Motor     | Categorie           |
| ---------------------------- | --------- | --------- | ------------------- |
| Matchless Model 35/C         | 1935      | 583cc-SV  | Toer/zijspantrekker |
| Matchless Model 35/C De Luxe | 1935      | 583cc-SV  | Toer/zijspantrekker |
| Norton Big Four              | 1948-1954 | 596cc-SV  | Zijspantrekker      |
| Norton Model 19R             | 1955      | 596cc-OHV | Toer                |
| Norton Model 19S             | 1955-1957 | 596cc-OHV | Toer                |

| Merk en type                       | Periode   | Motor     | Categorie           |
| ---------------------------------- | --------- | --------- | ------------------- |
| Matchless G9B                      | 1953-1955 | 544cc-OHV | Toer                |
| Norton Dominator Model 77          | 1956-1958 | 596cc-OHV | Zijspantrekker      |
| AJS Model 30                       | 1956-1959 | 593cc-OHV | Toer                |
| Matchless G11                      | 1956-1959 | 593cc-OHV | Toer                |
| Norton Dominator Model 99          | 1956-1960 | 596cc-OHV | Toer/zijspantrekker |
| AJS Model 30 CS                    | 1957-1959 | 593cc-OHV | Scrambler           |
| Norton N15 Nomad                   | 1958      | 596cc-OHV | Enduro              |
| Matchless G11CS                    | 1959      | 593cc-OHV | Scrambler           |
| Matchless G11CSR                   | 1959      | 593cc-OHV | Sport               |
| Norton P15 Nomad                   | 1959      | 596cc-OHV | Enduro              |
| Norton R15 Nomad                   | 1960      | 596cc-OHV | Enduro              |
| Norton Dominator Model 99 De Luxe  | 1961-1962 | 596cc-OHV | Toer/zijspantrekker |
| Norton Dominator Model 99 Standard | 1961-1962 | 596cc-OHV | Toer/zijspantrekker |
| Norton Dominator Model 99 SS       | 1961-1964 | 596cc-OHV | Sport               |

| Merk en type                             | Periode | Motor    | Categorie |
| ---------------------------------------- | ------- | -------- | --------- |
| Matchless Model 33/B Silver Hawk         | 1933    | 592cc-SV | Toer      |
| Matchless Model 34/B Silver Hawk         | 1934    | 592cc-SV | Toer      |
| Matchless Model 35/B Silver Hawk         | 1935    | 592cc-SV | Toer      |
| Matchless Model 35/B Silver Hawk De Luxe | 1935    | 592cc-SV | Toer      |

| Merk en type                  | Periode   | Motor     | Categorie |
| ----------------------------- | --------- | --------- | --------- |
| AJS Model 31 CS               | 1958-1959 | 646cc-OHV | Scrambler |
| AJS Model 31                  | 1958-1961 | 646cc-OHV | Toer      |
| AJS Model 31 CSR              | 1958-1966 | 646cc-OHV | Sport     |
| Matchless G12                 | 1958-1966 | 646cc-OHV | Toer      |
| AJS Model 31 De Luxe          | 1959-1966 | 646c-OHV  | Toer      |
| Matchless G12 CS              | 1959-1966 | 646cc-OHV | Scrambler |
| Matchless G12 CSR             | 1959-1966 | 646cc-OHV | Sport     |
| Matchless G12 De Luxe         | 1959-1966 | 646cc-OHV | Toer      |
| Norton Manxman                | 1961-1962 | 646cc-OHV | Sport     |
| Norton Dominator 650 De Luxe  | 1962      | 646cc-OHV | Toer      |
| Norton Dominator 650 Standard | 1962-1963 | 646cc-OHV | Toer      |
| AJS Model 31 Swift            | 1962-1966 | 646cc-OHV | Toer      |
| Norton Dominator 650 SS       | 1962-1967 | 646cc-OHV | Sport     |

| Merk en type           | Periode   | Motor     | Categorie |
| ---------------------- | --------- | --------- | --------- |
| Norton 750 SS          | 1961      | 745cc-OHV | Prototype |
| Matchless 45           | 1962-1963 | 738cc-OHV | Toer      |
| Matchless G15/45       | 1962-1963 | 738cc-OHV | Toer      |
| AJS Model 33           | 1962-1966 | 745cc-OHV | Toer      |
| Norton Atlas           | 1962-1968 | 745cc-OHV | Sport     |
| Matchless G15 Mk II    | 1963-1965 | 745cc-OHV | Toer      |
| Norton Atlas Scrambler | 1963-1966 | 745cc-OHV | Scrambler |
| AJS Model 33 CSR       | 1965-1966 | 745cc-OHV | Sport     |
| Matchless G15 CS       | 1965-1966 | 745cc-OHV | Scrambler |
| Matchless G15 CSR      | 1965-1968 | 745cc-OHV | Sport     |

| Merk en type | Periode | Motor      | Categorie |
| ------------ | ------- | ---------- | --------- |
| Norton P10   | 1965    | 800cc-DOHC | Prototype |

| Merk en type          | Periode   | Motor    | Categorie                 |
| --------------------- | --------- | -------- | ------------------------- |
| AJS Model S2          | 1931      | 997cc-SV | Toer/zijspantrekker       |
| Matchless Model X/R3  | 1931      | 982cc-SV | Sport                     |
| Matchless Model X/3   | 1931-1932 | 982cc-SV | Toer                      |
| AJS Model T2          | 1932      | 982cc-SV | Sport/toer/zijspantrekker |
| AJS Model 33/2        | 1933      | 982cc-SV | Sport/toer/zijspantrekker |
| Matchless Model 33/X3 | 1933      | 982cc-SV | Toer/zijspantrekker       |
| AJS Model 34/2        | 1934      | 982cc-SV | Sport/toer/zijspantrekker |
| Matchless Model 34/X4 | 1934      | 982cc-SV | Toer/zijspantrekker       |
| AJS Model 35/2        | 1935      | 982cc-SV | Sport/toer/zijspantrekker |
| Matchless Model 35/X4 | 1935      | 982cc-SV | Toer/zijspantrekker       |
| AJS Model 36/2        | 1936      | 982cc-SV | Sport/toer/zijspantrekker |
| Matchless Model 36/X4 | 1936      | 982cc-SV | Toer/zijspantrekker       |
| AJS Model 37/2        | 1937      | 982cc-SV | Sport/toer/zijspantrekker |
| AJS Model 37/2A       | 1937      | 982cc-SV | Sport/toer/zijspantrekker |
| Matchless Model 37/X4 | 1937      | 982cc-SV | Toer/zijspantrekker       |
| AJS Model 38/2        | 1938      | 982cc-SV | Sport/toer/zijspantrekker |
| AJS Model 38/2A       | 1938      | 982cc-SV | Sport/toer/zijspantrekker |
| Matchless Model 38/X4 | 1938      | 982cc-SV | Toer/zijspantrekker       |
| AJS Model 39/2        | 1939      | 982cc-SV | Sport/toer/zijspantrekker |
| AJS Model 39/2A       | 1939      | 982cc-SV | Sport/toer/zijspantrekker |
| Matchless Model 39/X4 | 1939      | 982cc-SV | Toer/zijspantrekker       |
| AJS Model 40/2        | 1940      | 982cc-SV | Sport/toer/zijspantrekker |
| AJS Model 40/2A       | 1940      | 982cc-SV | Sport/toer/zijspantrekker |

| 100cc-James Comet Standard uit 1952           |
| 150cc-James Cadet J15 uit 1954                |
| 150cc-James Cadet L15 uit 1958                |
| 200cc-James Cotswold K7C uit 1957             |
| 200cc-James Captain K7 uit 1959               |
| 250cc-Matchless Model 36/G2M De Luxe uit 1936 |
| 250cc-AJS Model 39/12 uit 1939                |
| 250cc-Norton Jubilee Standard uit 1961        |
| 250cc-AJS Model 14 CSR uit 1965               |
| 250cc-James Sports Superswift uit 1965        |
| 350cc-AJS Model S5 uit 1931                   |
| 350cc-AJS Model 36/26 uit 1938                |
| 350cc-Matchless Model 39/G3 uit 1939          |
| 350cc-Matchless G3/L uit 1940                 |
| 350cc-AJS 7R "Boy Racer" uit 1948             |
| 350cc-AJS 7R3 uit 1954                        |
| 350cc-AJS Model 16MS uit 1956                 |
| 350cc-Norton 40M Manx uit 1957                |
| 350cc-Norton Model 50 uit 1958                |
| 350cc-Matchless G3/LCS uit 1959               |
| 350cc-AJS Model 8 uit 1961                    |
| 500cc-AJS Model S3 uit 1931                   |
| 500cc-AJS Model S9 Light uit 1931             |
| 500cc-AJS Model 33/9 uit 1933                 |
| 500cc-AJS Model 18CS uit 1951                 |
| 500cc-AJS E95 uit 1953                        |
| 500cc-Norton Dominator Model 7 uit 1954       |
| 500cc-Matchless G9 uit 1956                   |
| 500cc-Matchless G45 uit 1956                  |
| 500cc-Norton International Model 30 uit 1956  |
| 500cc-Norton Model 88 (Dominator) uit 1956    |
| 500cc-AJS Model 20 uit 1957                   |
| 500cc-Norton ES2 uit 1960                     |
| 500cc-Matchless G50 uit 1961                  |
| 500cc-Matchless G80 CS uit 1966               |
| 600cc-Matchless Silver Hawk uit 1931          |
| 600cc-Norton Big Four uit 1952                |
| 600cc-Norton Dominator Model 99 uit 1955      |
| 600cc-AJS Model 30 uit 1958                   |
| 600cc-Matchless G11 uit 1959                  |
| 650cc-AJS Model 31 uit 1960                   |
| 650cc-Norton Dominator 650 SS uit 1962        |
| 650cc-Matchless G12 CSR uit 1964              |
| 750cc-Matchless G15 CSR uit 1968              |
| 1000cc-AJS Model S2 uit 1931                  |
| 1000cc-AJS Model 34/2 uit 1934                |
| 1000cc-AJS Model 35/2 uit 1935                |
| 1000cc-Matchless Model 36/X4 uit 1936         |
| 1000cc-AJS Model 39/2 uit 1939                |